# Lactucella
Lactucella é um género botânico pertencente à família Asteraceae.
A autoridade científica do género é Nazarova, tendo sido publicado é Biologicheskii Zhurnal Armenii 43(3): 181. 1990.

## Espécies
A base de dados The Plant List indica uma espécie no género Lactucella undulata (Ledeb.) Nazarova referenciada como sinónimo de Lactuca undulata Ledeb.